# Мемориал канадской полиции

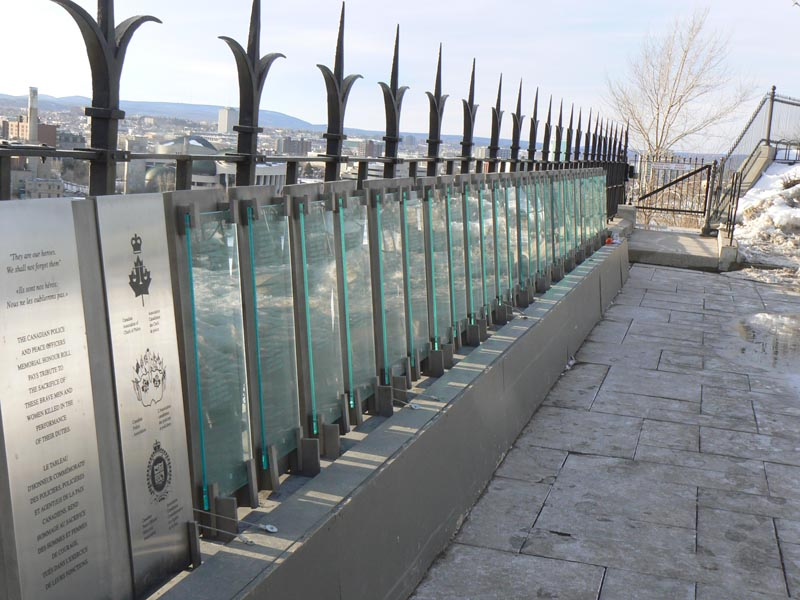
Мемориал канадской полиции

Мемориал канадской полиции, англ. Canadian Police Memorium — гранитная стена, расположенная на Парламентском холме к северу от Центрального блока Парламента Канады в г. Оттава в память о полицейских, погибших при исполнении служебного долга на территории Канады. Стена была открыта в 1995 году.
По состоянию на 1 марта 2007 год мемориал состоял из 28 памятных досок.

## История
11 июля 1978 года ордер приводился в исполнение четырьмя офицерами полицейской службы Оттавы (OPS), включая Дэвида Кирквуда, 21-летнего парня с четырехмесячным стажем, и его офицера по обучению. Субъект ордера начал стрелять, убив Кирквуда и начав осаду, в которой участвовало более 50 офицеров, 6 из которых были застрелены. Через год после смерти Дэвида Кирквуда полиция Оттавы открыла ежегодную поминальную службу по полицейским, погибшим при исполнении служебных обязанностей, которая состоялась на Парламентском холме в последнее воскресенье сентября. Специальная служба в честь Кирквуда прошла на Парламентском холме 24 сентября 1978 года. Это положило начало традиции соблюдения OPS и положило начало усилиям по признанию убитых полицейских.
На 2019 год на мемориале вписано 900 имён. 
Нет однозначного мнения по поводу самоубийств и признанию смерти самоубийством, как смерть в результате психического перенапрежения, связанного с выполнением служебных обязанностей. Предложение включения офицеров, покончивших с собой, была выдвинута в 1990-х годах, но встретила сопротивление со стороны членов семей офицеров, уже состоящих на доске почета.